# Grön lodjursspindel
Grön lodjursspindel (Peucetia viridans) är en spindelart som först beskrevs av Nicholas Marcellus Hentz 1832.  Peucetia viridans ingår i släktet Peucetia och familjen lospindlar. Inga underarter finns listade i Catalogue of Life.